# Galium diphyllum
Galium diphyllum är en måreväxtart som först beskrevs av Karl Moritz Schumann, och fick sitt nu gällande namn av Lauramay Tinsley Dempster. Galium diphyllum ingår i släktet måror, och familjen måreväxter. Inga underarter finns listade i Catalogue of Life.